# Pont ferroviaire sur le Tech
Le pont ferroviaire sur le Tech est un ouvrage d'art de la ligne de Narbonne à Port-Bou (frontière). Il permet de franchir le Tech, limite entre les communes d'Elne et de Palau-del-Vidre dans le département des Pyrénées-Orientales en région Occitanie.
Il est mis en service en 1866 par la Compagnie des chemins de fer du Midi et du Canal latéral à la Garonne. Détruit par une crue en 1940, une passerelle provisoire assure le passage des trains pendant toute la durée de la Seconde Guerre mondiale. Après la fin du conflit, la Société nationale des chemins de fer français (SNCF) reconstruit le pont ; mais faute de moyens, elle ne pose qu'un tablier au lieu des deux prévus, tout en le dotant d'un système d'enchevêtrement des voies permettant le passage des trains sur deux voies imbriquées dans un espace prévu pour une voie unique.
Depuis le pont a conservé cet aménagement « temporaire ».

## Situation ferroviaire
Le pont sur le Tech est situé entre le point kilométrique (PK) 482,637 et le PK 482,882 de la ligne de Narbonne à Port-Bou (frontière), entre les gares ouvertes d'Elne et d'Argelès-sur-Mer. En direction d'Argelès, s'intercale la gare fermée de Palau-del-Vidre.

## Histoire

### Pont de la Compagnie du Midi
Lors de la construction de la ligne, l'État prend en charge la construction de l'infrastructure de la section de Perpignan à Collioure, car il considère que sa vocation est plus stratégique qu'économique. Néanmoins ces travaux sont rétrocédés à la Compagnie des chemins de fer du Midi et du Canal latéral à la Garonne, concessionnaire, par le décret du 11 juin 1863 qui lui attribue une subvention de neuf millions de francs en compensation. Mais finalement c'est l'État qui poursuit la construction, la compagnie lui reversant le coût au fur et à mesure de l'avancement des réalisations.
Pour franchir le Tech les ingénieurs de l'administration prévoient un viaduc en maçonnerie de 17 arches de dix à vingt mètres d'ouverture, portées par des piles dont certaines ont leurs fondations dans le lit du fleuve. Le chantier est adjugé à un entrepreneur privé qui rencontre d'importantes difficultés du fait de la vase, ce qui l'amène à résilier son contrat. C'est la Compagnie du Midi qui reprend le chantier avec un projet plus léger composé de seulement trois piles, en maçonnerie, sur lesquelles reposent quatre tabliers métalliques de quarante mètres de long. Le chantier est achevé au mois de février 1866.
La Compagnie ouvre à l'exploitation, la section et le pont, le 21 mars 1866.

### Destruction et passerelle provisoire
Le 16 octobre 1940 d'importantes pluies qui tombent sur le Roussillon provoquent des crues dans les cours d'eau du bassin versant. Le Tech grossit en accumulant de nombreux débris contre les piles du pont. Le 17 au matin, la locomotive 230 A 1412, avec cinq personnes à bord, part de Perpignan pour effectuer une reconnaissance de l'état de la voie. Le pont est emporté lors du passage de la machine. Les corps des cheminots ne seront pas retrouvés.
L'ouvrage détruit est remplacé par une passerelle provisoire, à voie unique.

### Pont temporaire de la SNCF
Après la fin de la Seconde Guerre mondiale, la passerelle est remplacée par un ouvrage « temporaire ». Reconstruit sur le même modèle que le pont d'origine, il comporte deux avant-ponts et trois piles en maçonnerie, prévus pour deux voies. Sur ce support est posé un tablier, pour une voie unique, composé de quatre travées métalliques. Les moyens financiers de l'époque ne permettent pas d'équiper le pont pour deux voies avec un deuxième tablier identique au premier.
Néanmoins un système d'enchevêtrement des voies (en), quatre lignes de rails traversent le pont, permet le passage des trains. Ce système économique a permis d'éviter d'avoir à poser et à faire fonctionner des aiguilles de part et d'autre de l'ouvrage.

Vues du système d'enchevêtrement des voies
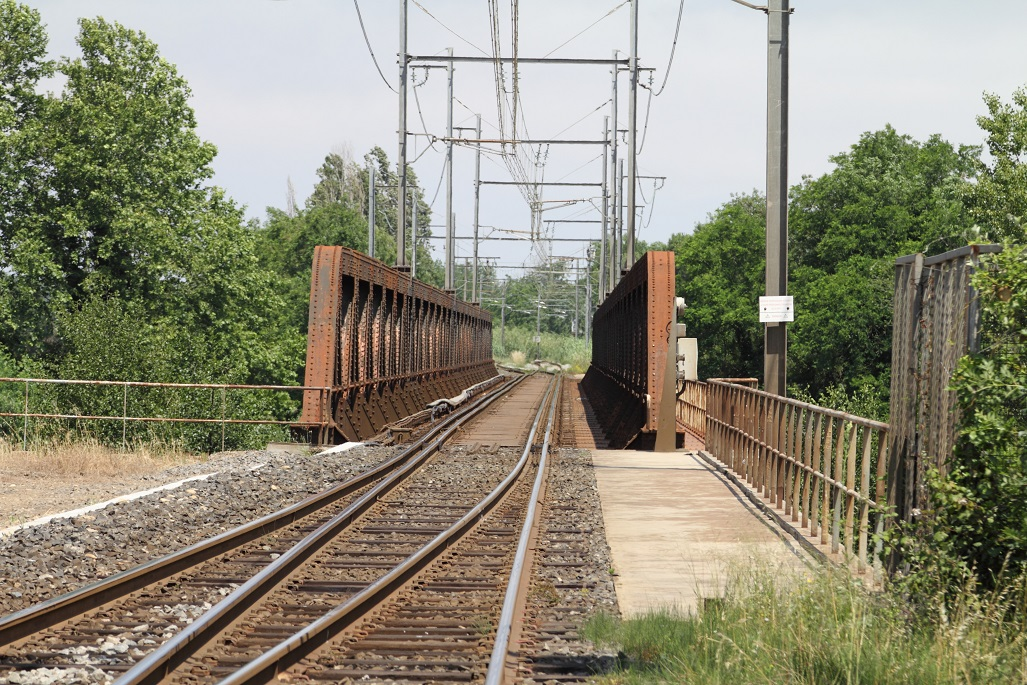
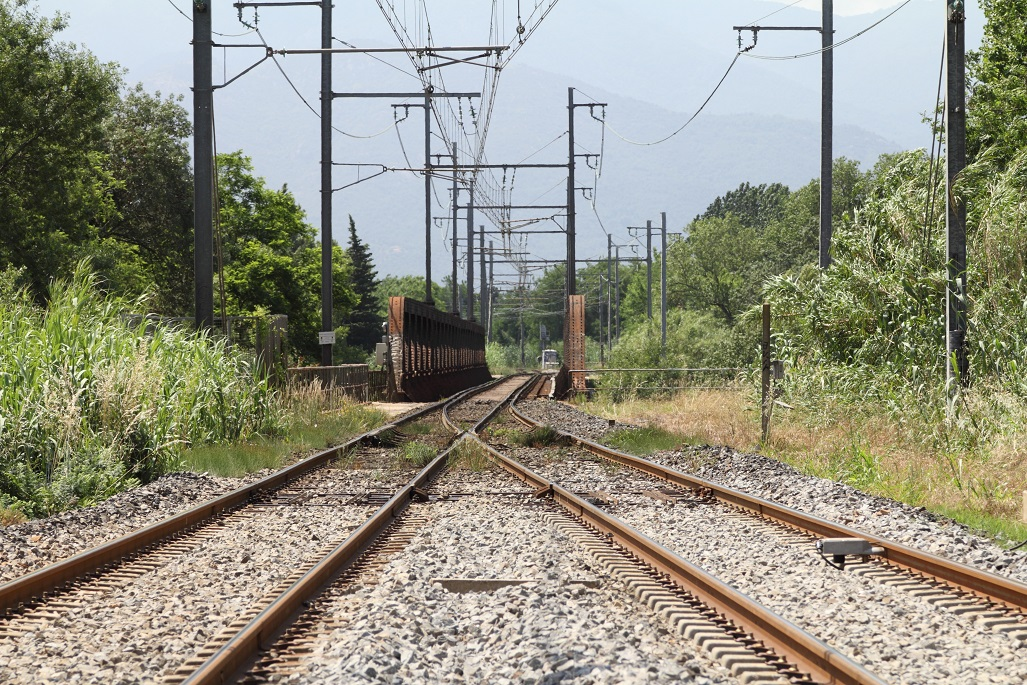

## Caractéristiques
Pont à poutres métalliques reposant sur des avant-ponts et piles en maçonnerie, d'une longueur totale de 245 mètres.